# Wilhelmshaven

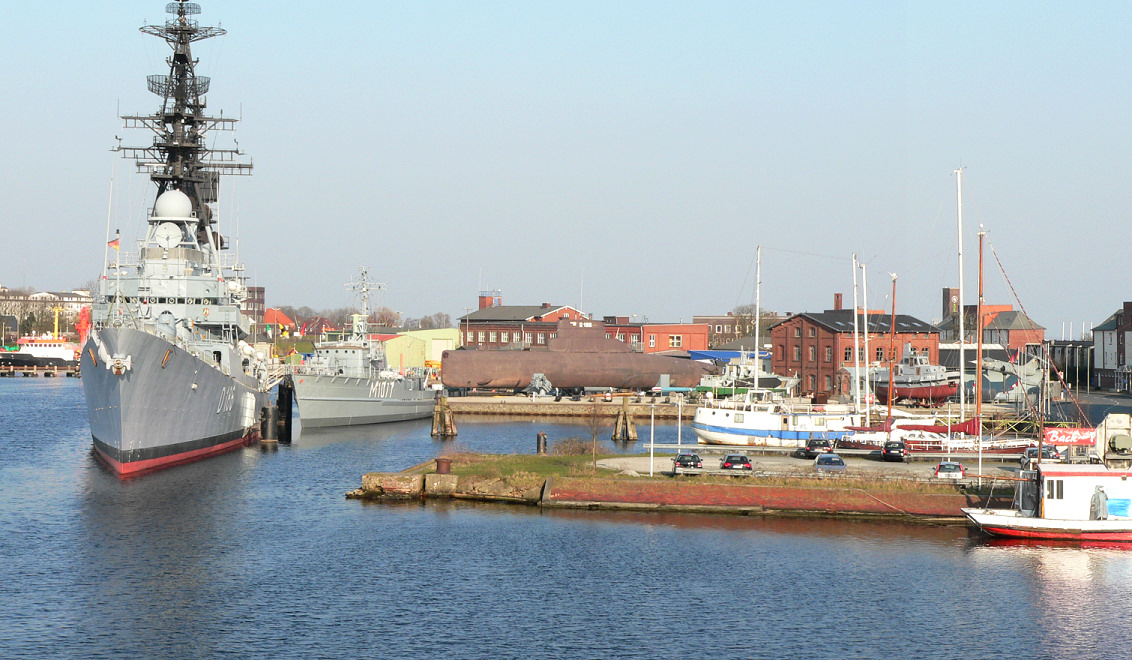
Tyska marinmuseet

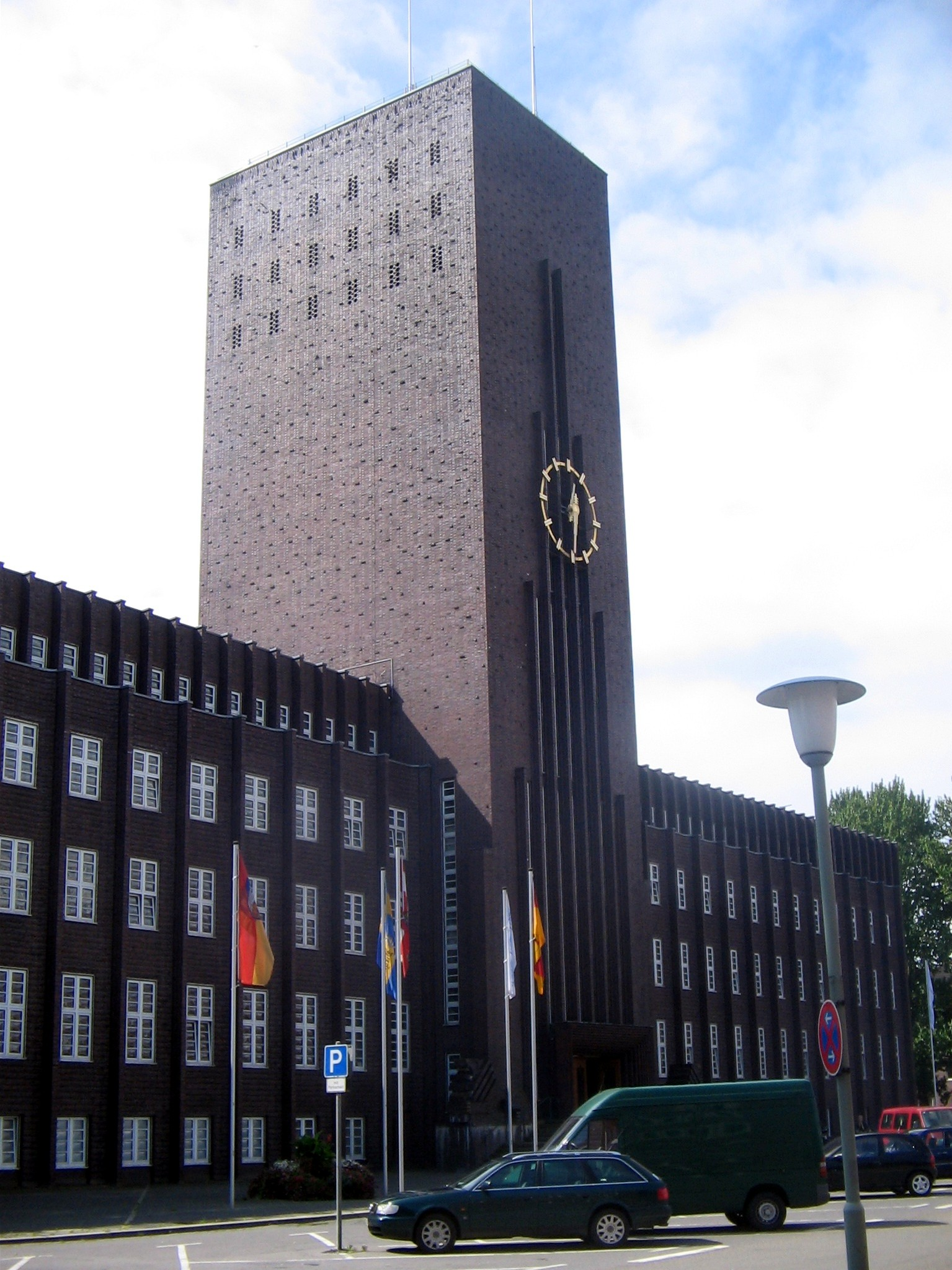
Rådhuset i Wilhelmshaven

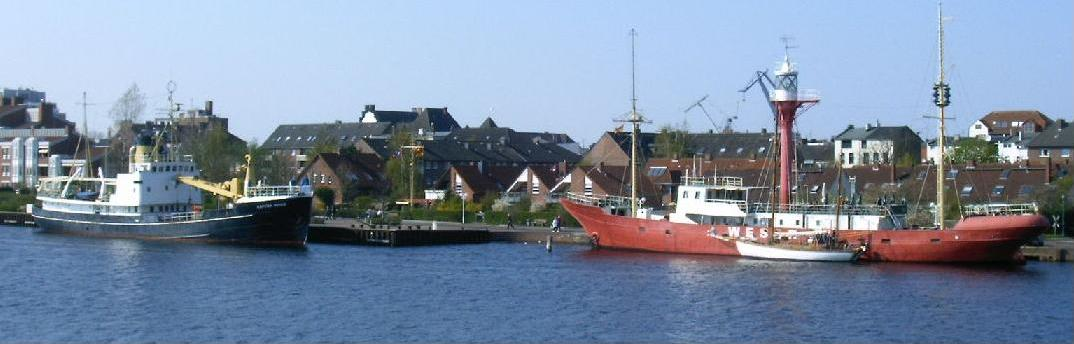
Museifartyg vid Bontekai

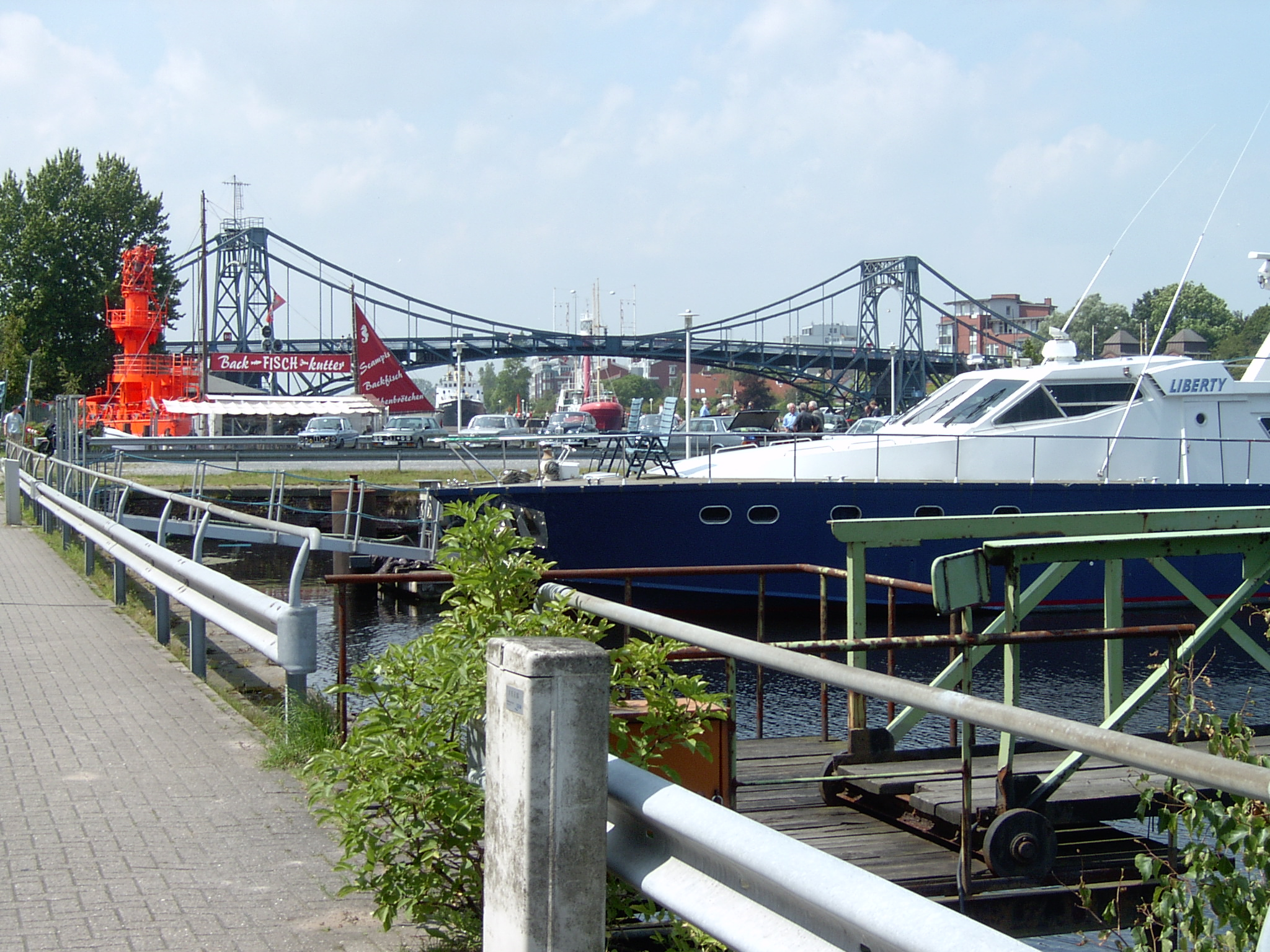
Kaiser Wilhelm-bron

Wilhemshaven är en hamnstad i nordvästra Tyskland i delstaten Niedersachsen. Staden, som inte ingår i något distrikt utan är en så kallad kretsfri stad, har omkring 76 000 invånare.

## Geografi
Wilhelmshaven ligger på det nordtyska låglandet vid den stora bukten Jadebusen i Nordsjön, cirka 2 meter över havet. Staden, som geografiskt tillhör landskapet Ostfriesland, ligger i östra delen av halvön Ostfriesland, mellan Dollart och Jadebusen. Staden präglas av det omgivande marsklandet och är omgiven av skyddsvallar mot översvämningar vid stormfloder. Delar av de omgivande kustområdena tillhör Nationalpark Niedersächsisches Wattenmeer.

## Historik
Till skillnad från övriga städer i Ostfriesland har Wilhelmshaven en förhållandevis kort historia. Staden växte upp kring den tyska flottbas vid floden Jade som grundades 1869. Stadens historia har därefter präglats av den tyska flottans utveckling. Kungariket Preussen och dess kung Vilhelm I köpte år 1853 det område där staden i dag ligger av storhertigdömet Oldenburg. På så sätt fick Preussen och den preussiska flottan tillgång till Nordsjön. 
När Tyska riket grundades år 1871 blev Wilhelmshaven och Kiel så kallade rikskrigshamnar och år 1873 fick Wilhelmshaven stadsrättigheter. Flottbasen i Wilhelmshaven spelade en viktig roll under första världskriget och hösten 1918 ägde ett uppror rum där. År 1937 blev den oldenburgiska staden Rüstringen en del av Wilhelmshaven. 
Efter nazisternas maktövertagande förstärktes åter den tyska flottan och i andra världskriget kom Wilhelmshaven åter att spela en viktig roll. År 1940 hade staden 133 000 invånare. Under kriget skadades staden svårt i bombningar och efter kriget förstördes de olika hamnanläggningarna. 
Sedan 1956 är Wilhelmshaven åter en bas för den tyska flottan. Under 1950-talet byggdes en ny oljehamn och på 1970-talet byggdes ett flertal industrier på områden som tidigare varit havsbotten.

## Näringsliv
Wilhelmshaven har en stor och betydande hamn, särskilt vad gäller oljetransporter. Knappt 30 % av den tyska råoljeimporten går via Wilhelmshaven. Runt staden finns flera stora petrokemiska industriföretag och industrier med anknytning till sjöfarten. Här finns även flera forskningsinstitut och en högskola. 
Liksom i övriga delar av Ostfriesland är turismen en viktig del av näringslivet. Runt Wilhelmshaven finns flera badorter och från staden finns även färjetrafik till Helgoland. 
Från Wilhelmshaven till Emden, via Aurich, går Ems-Jade-kanalen. Motorvägen A29 går via Oldenburg till Wilhelmshaven. 
Staden är viktig för den tyska försvarsmakten, framför allt för flottan. Ungefär 8 000 personer i Wilhelmshaven sysselsätts av försvarsmakten. 

## Kända personer från Wilhelmshaven
- Hans Clarin, tysk skådespelare
- Helmut Heißenbüttel, tysk författare
- Eilhard Mitscherlich, tysk kemist
- Erhard Milch, generalöverste i Luftwaffe med judiskt påbrå

## Vänorter

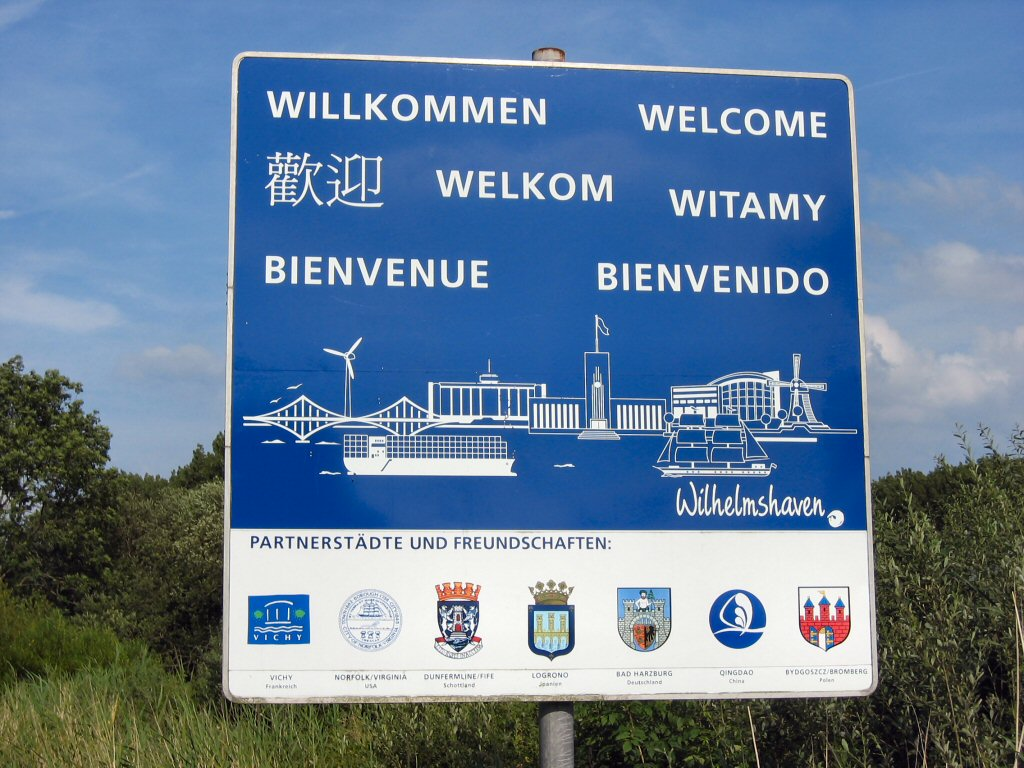
Välkomstskylt med Wilhelmshavens vänorter.

Wilhelmshaven har följande vänorter:
- Vichy Frankrike
- Norfolk, Virginia, USA
- Dunfermline, Skottland
- Bydgoszcz, Polen
- Bromberg, Österrike

Wilhelmshaven har även vänskapliga relationer med:
- Bad Harzburg, Tyskland
- Logroño, Spanien
- Qingdao, Kina

## Borgmästare
- Reinhard Nieter, SPD, 1945–1952[4]
- Arthur Raschke, CDU, 1952–1953[4]
- Friedrich Peters, Deutsche Partei, 1953–1955[4]
- Reinhard Nieter, SPD, 1956–1961[4]
- Johann Janßen, SPD, 1961–1972[4]
- Arthur Grunewald, SPD, 1972–1976[4]
- Eberhard Krell, SPD, 1976–1981[4]
- Hans Janßen, CDU, november 1981–30 oktober 1986[4]
- Eberhard Menzel, SPD, 1 november 1986–30 oktober 2011[4]
- Andreas Wagner, CDU, 1 november 2011–31 oktober 2019[5]
- Carsten Feist, partilös, 1 november 2019–

Denna lista hämtas från Wikidata. Informationen kan ändras där.